# Simon Augry
Pour les articles homonymes, voir Augry.
Pas d'image ? Cliquez ici

a Compétitions nationales et continentales officielles uniquement.

Dernière mise à jour le 11 septembre 2024.
Simon Augry, né le 22 août 1997 à Poitiers, est un joueur français de rugby à XV. Il évolue au poste de troisième ligne aile.

## Biographie
Simon Augry commence la pratique du rugby à XV à Nieuil-l'Espoir en 2005, avant de rejoindre le Stade poitevin en 2013. En 2016, il s'engage au SC Albi puis à l'US Montauban une saison plus tard.
En mai 2022, il s'engage au Biarritz olympique pour deux saisons.
En septembre 2024, il signe pour deux ans au RC Vannes après avoir débuté la saison avec le BO.